# Astragalus muschketovii
Astragalus muschketovii är en ärtväxtart som beskrevs av Boris Fedtjenko. Astragalus muschketovii ingår i släktet vedlar, och familjen ärtväxter. Inga underarter finns listade i Catalogue of Life.